# Rebutiinae
Rebutiinae, podtribus kaktusa smješten danas u tribus Cereeae, dio potporodice Cactoideae; nekada je pod imenom Browningieae činio poseban tribus. 
Sastoji se od nekoliko rodova.

## Rodovi
Subtribus Rebutiinae Donald
1. Rebutia K. Schum. (4 spp.)
2. Browningia Britton & Rose (10 spp.)
3. Weingartia Werderm. (25 spp.)